# Dolný les
Dolný les je zrušená národní přírodní rezervace na Slovensku. Nacházela se v katastrálním území obce Vysoká pri Morave v okrese Malacky v Bratislavském kraji. Území bylo vyhlášeno v roce 1981 s rozlohou 186,26 hektaru. Národní přírodní rezervace byla k 1. březnu 2021 zrušena a nahrazena chráněným areálem Devínské jezero.